# Coeliccia simillima
Coeliccia simillima – gatunek ważki z rodziny pióronogowatych (Platycnemididae).